# Krigsåret 1927

## Pågående krig
- Andra italiensk-sanusiska kriget 1923-1931

## Händelser

### Okänt datum
- Debattorganet Ny militär tidskrift grundas av några yngre officerare som efter nedrustningen 1925 vill verka för ett starkare svenskt försvar.

## Födda
- 25 november – Bartholomäus Schink, tysk motståndsman och ledare inom Edelweißpiraten.

## Avlidna
- 8 juli – Max Hoffmann, 58, tysk generalstabschef.
- 23 juli – Reginald Dyer, 62, brittisk militär, ansvarig för Amritsarmassakern.